# アンドレ・コステラネッツ

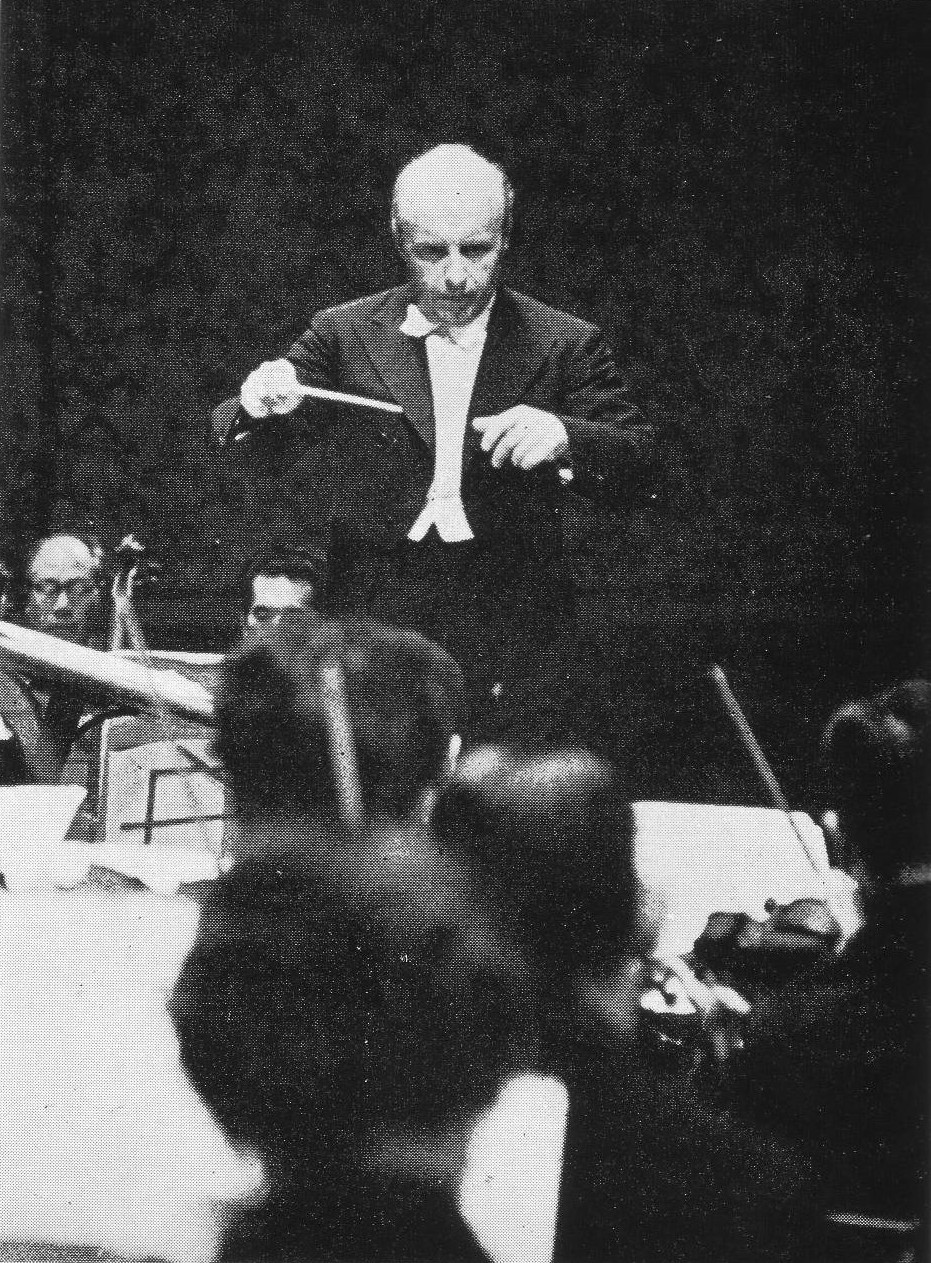
NHK交響楽団を指揮（1955年）

アンドレ・コステラネッツ（André Kostelanetz, 1901年12月22日 - 1980年1月13日）は、指揮者・編曲家。通俗名曲を得意とし、イージーリスニングの先駆けとなった。本名はアブラム・ナウモヴィチ・コステリャネツ(Абрам Наумович Костелянец)。
ロシアのサンクトペテルブルクに生まれ、当初はピアニストを目指していた。ロシア革命後の1922年にアメリカ合衆国に亡命。1920年代前半にラジオ番組の指揮者を務め、1930年代にCBSラジオで自身の番組「アンドレ・コステラネッツ・プレゼンツ」を持った。
大衆のためにいわゆるライト・クラシックの編曲や録音を行なったことで有名となり、オペラのアリアに加えて、ポピュラー音楽やミュージカル、映画音楽の名旋律も大オーケストラ用に仕立て直して演奏・録音した。その活動期間におびただしい数の録音を残し、5000万枚のレコードを売り上げた。これらの録音は、ラジオ放送の「器楽による名曲演奏」の典型といってよい。
芸術音楽の指揮者としては、同世代のアメリカ人クラシック音楽作曲家の新作を擁護したことで知られ、ジョージ・ガーシュウィンの《ヘ調のピアノ協奏曲》、アラン・ホヴァネスの《そして神は偉大なる鯨を創りたもうた》の録音を残したほか、エリナー・レミック・ウォーレンの数々の管弦楽曲を上演した。
日本へは、1955年と1965年の2回来日し、1955年にはNHK交響楽団、1965年には日本フィルハーモニー交響楽団をそれぞれ指揮をし、双方の来日時の演奏会の模様が、NHK総合テレビを通じて放送された。
夫人はソプラノのリリー・ポンスであったが、後に離婚している。
コステラネッツは死の直前まで活動を続けた。生涯最後のコンサートは、1979年12月31日にサンフランシスコ・戦争記念オペラハウスでサンフランシスコ交響楽団を指揮して行った「懐かしいウィーンの夜 A Night in Old Vienna」だった。
1980年にハイチで肺炎のため死去。遺体は荼毘に付され、海に散骨された。

## 関連事項
- フランク・チャックスフィールド
- バート・バカラック
- パーシー・フェイス
- アンドレ・プレヴィン
- フランク・プールセル
- ヘンリー・マンシーニ
- マントヴァーニ
- ポール・モーリア
- エンニオ・モリコーネ
- ミシェル・ルグラン
- レイモン・ルフェーブル
- シンシナティ・ポップス・オーケストラ
- ボストン・ポップス・オーケストラ
- RPOポップス